# Ledomyia lineata
Ledomyia lineata är en tvåvingeart som beskrevs av Jean-Jacques Kieffer 1904. Ledomyia lineata ingår i släktet Ledomyia och familjen gallmyggor.
Artens utbredningsområde är Frankrike. Inga underarter finns listade i Catalogue of Life.